# James Johnston Stoker
James Johnston Stoker Jr., mais conhecido como J.J. Stoker (Dunbar, 2 de março de 1905 — Condado de Orange, 21 de outubro de 1992), foi um matemático e engenheiro estadunidense.
Seus campos principais de trabalho foram geometria diferencial, elasticidade, vibrações e hidrodinâmica.
Foi diretor do Instituto Courant de Ciências Matemáticas, de 1958 a 1966, endo considerado um de seus fundadores, sendo os outros Richard Courant e Kurt Otto Friedrichs.

## Obras
- Bending and buckling of elastic plates, 1941
- Nonlinear vibrations, New York university, 1942
- Differential geometry, Institute for Mathematics and Mechanics, 1945
- Nonlinear vibrations in mechanical and electrical systems, Interscience Publishers, 1950
- Introduction to the geometry of point sets, New York University, Institute of Mathematical Sciences, 1953
- Water waves, Interscience Publishers, 1957
- Topics in non-linear elasticity, CourantInstitute of Mathematical Sciences, 1964
- Water waves, Interscience Publishers, 1966
- Nonlinear Elasticity, Gordon & Breach, 1968
- Differential geometry, Wiley-Interscience, 1969
- Differential Geometry (Wiley Classics Library), Wiley-Interscience, 1989